# Liste de personnalités liées à Asnières-sur-Seine
Cet article liste les personnalités liées à Asnières-sur-Seine, commune des Hauts-de-Seine.

## Personnalités
→ Voir la catégorie Catégorie:Naissance à Asnières-sur-Seine qui contient 107 noms (en avril 2022).
→ Voir la catégorie Catégorie:Décès à Asnières-sur-Seine qui contient 108 noms (en avril 2022)
→ Voir la catégorie Catégorie:Personnalité inhumée au cimetière ancien d'Asnières-sur-Seine qui contient 17 noms (en avril 2022)
→ Voir la catégorie Catégorie:Personnalité liée à Asnières-sur-Seine qui contient 2 noms (en avril 2022), hors les personnalités nées, mortes, inhumées à Asnières-sur-Seine.
→ Voir la catégorie Catégorie:Maire d'Asnières-sur-Seine qui contient 6 noms (en avril 2022).
- Jacques Jubé (1674-1745), prêtre janséniste, curé de l'église Sainte-Geneviève au début du XVIIIe siècle.
- Philippe Pinel (1745-1826), savant, premier médecin généraliste établi à Asnières[réf. nécessaire].
- Pierre Joigneaux (1815-1892), journaliste, agronome, homme politique, décédé en son domicile 13 rue de la Procession (renommée en 1901 rue Pierre-Joigneaux) à Asnières.
- Louis Vuitton (1821-1892) fait construire en 1859 son atelier et sa demeure familiale, rue de la Comète à Asnières. Une rue parallèle à cette dernière porte son nom. Sa tombe est visible au cimetière de la rue du Ménil[1],[2].
- Jean-François Nicot (1828-1903), pédagogue français, est décédé dans sa résidence de la rue de Paris à Asnières, ville dans laquelle il a vécu les 10 dernières années de sa vie.
- Adrien Barthe (1828-1898), compositeur et pédagogue français, professeur au Conservatoire de Paris, décédé en son domicile 9-11 rue Pierre-Joigneaux à Asnières.
- Antoine-Hippolyte Cros (1833-1903), médecin et homme de lettres, mort à Asnières.
- Eugène Capelle (1834-1887), peintre, résidant et mort dans cette ville.
- Achille Laviarde (1841-1902), aventurier, vécut quelque temps à Asnières[réf. nécessaire].
- Victor Bachereau-Reverchon (1842-1931), peintre français, mort dans cette ville.
- Sarah Bernhardt (1844-1923), actrice, une rue porte son nom, car elle aurait eu une résidence secondaire à Asnières.
- Paul Lazerges (1845-1902), peintre orientaliste, mort à Asnières.
- Achille Lemot (1846-1909), dit Uzès, illustrateur, vignettiste et caricaturiste, vécut à Asnières où il est mort.
- Vincent van Gogh (1853-1890), peintre et dessinateur néerlandais, a peint une dizaine de tableaux à Asnières.
- René Lacoste sa mère meurt à Asnières sur Seine le 8 avril 1946. René (dit Le Crocodile, ou L'Alligator), (1904-1996) champion de tennis français. Il est également le fondateur de la marque Lacoste.
- Réjane (1856-1920), comédienne. Elle vécut 24, villa Davoust dans une folie du XIXe siècle démolie en 1992. Une école maternelle à quelques pas de là porte son nom depuis 1998[3].
- Frédéric Le Rey (1858-1942), compositeur lyrique, mort à Asnières.
- Gaston Mouchet (1862-1942), auteur et pédagogue a vécu les dernières années de sa vie à Asnières.
- Paul Signac (1863-1935), peintre, vécut à Asnières.
- Adrien Ranvier (1867-1905), féministe et historien français, a grandi et est mort à Asnières.
- Émile Bernard (1868-1941), peintre et écrivain. La médiathèque porte son nom[pourquoi ?].
- Fernande Dépernay (1868-1956), comédienne, mère de l'acteur Fernand Gravey, a vécu et est décédée à Asnières.
- André Metthey (1871-1920), céramiste, s'installe à Asnières en 1903 et y travaille jusqu'à sa mort.
- Henri Barbusse (1873-1935), écrivain, né à Asnières.
- Pavel Chatilov (1881-1962), général de cavalerie russe, mort à Asnières.
- Georges Bruyer (1883-1962), illustrateur, membre du comité d'organisation du salon d'Asnières.
- Joseph Verlet (1883-1924), international français de football.
- Marcel Brunnarius (1884-1916), architecte né à Asnières. Son nom est inscrit au Panthéon parmi les 560 écrivains morts au combat pendant la Première Guerre mondiale.
- Claire Colinet (1885-1972), sculptrice a vécu 59 rue du Château, à partir de 1913.
- Yvonne Astruc (1889-1980), violoniste, née à Asnières.
- Auguste Thin (1899-1982), ancien poilu, inhumé dans le cimetière ancien d'Asnières.
- Paul Demange (1901-1983), acteur, inhumé dans le cimetière ancien d'Asnières.
- Fanny Bunand-Sevastos (1905-1998), peintre et féministe française.
- Jean Lescure (1912-2005), écrivain, poète et scénariste, né à Asnières.
- Suzy Delair (1917-2020), actrice, inhumée dans le cimetière ancien d'Asnières.
- Guy Lux (1919-2003), producteur et animateur de télévision, a tenu une quincaillerie à Asnières.
- Madeleine Vincent (1920-2005), femme politique, résistante communiste et déportée, née à Asnières.
- Raymond Van Wymeersch (1920-2000), aviateur de la France libre, protagoniste de la Grande Évasion, né à Asnières.
- Pierre-Arnaud de Chassy-Poulay (1921-2013), auteur, interprète et réalisateur de spectacles son et lumière et metteur en ondes d'émissions radiophoniques, né à Asnières.
- Ginette Keller (1925) compositrice, née à Asnières.
- Georges Beauvilliers (1932-2010), acteur, mort à Asnières.
- Claude Grobéty (1940-2016), artiste peintre, dessinateur et graveur né à Asnières.
- Édouard Zarifian (1941-2007), psychiatre, universitaire et psychothérapeute, né à Asnières.
- Alain Dumait, journaliste, maire du 2e arrondissement de Paris, né à Asnières en 1944.
- Jean-Louis Florentz (1947-2004), compositeur, né à Asnières.
- Anne Brassié (1949), biographe, critique littéraire et animatrice de radio et de télévision, née à Asnières.
- Sylvain Lemarié (1952-2023), acteur français de doublage décédé à Asnières-sur-Seine
- Marc Alfos (1956-2012), acteur français de doublage, décédé à Asnières-sur-Seine.
- François-Xavier Demaison (1973), acteur, né à Asnières.
- Frédéric Gorny (1973), acteur, né à Asnières.
- Bruce Toussaint (1973), journaliste, animateur de télévision et de radio, né à Asnières.
- DJ Mehdi (1977-2011), producteur et compositeur de musique, né à Asnières.
- William Gallas (1977), footballeur, né à Asnières.
- Johann Fauveau (1982), kickboxer français et boxeur de Muay-thaï, né à Asnières.
- Lucie Lucas (1986), actrice et mannequin, née à Asnières.
- Axel Ngando (1993), footballeur, né à Asnières.
- Félicien Kabuga (1935), génocidaire, arrêté à Asnières le 16 mai 2020.
- Les Poppys, groupe d'enfants constitué d'une partie des Petits Chanteurs d'Asnières
- Léna Mahfouf, dite Léna Situations (1997), youtubeuse et influenceuse sur les réseaux sociaux est originaire d'Asnières.
- François Bidel (1839-1909) Il fut le plus fameux dompteur de son époque,,. Sa célébrité était telle que le nom de Bidel fut donné aux voitures de banlieue à impériale de l'ancien réseau ferré français. Ce surnom leur a été donné car leur forme et celle des fenêtres à barreaux de l'étage supérieur évoquaient les roulottes de sa ménagerie. En 1882, Victor Hugo dit de lui « c’est un lion parmi les lions. »